# Кранихфельд (род)
Кранихфельды (нем. Herren von Kranichfeld) — тюрингский дворянский род с одноимённой родовой резиденцией и замком на реке Ильм.

## История
Кранихфельды впервые упоминаются в середине IX в., а сеньоры Кранихфельд (нем. Herren von Kranichfeld ) — в 1143 году. Сеньоры Кранихфельд, как и Шварцбурги, происходили от Кевернбургов.
В 1172 году владение Кранихфельд было разделено на Верхнее и Нижнее. Кранихфельды дали двух епископов Хальберштадта (Мейнхарда (1241—1252) и Ворада (1254—1295)). Представители рода владели замком Обершлосс в Тюрингии.
Мужская линия вымерла около 1380 года. Их наследство перешло к бургграфам Кирхберга. В середине XV века замок и поместье Обер-Кранихфельд были проданы дому Рейсс, представитель которого женился на представительнице Кирхбергов. Владение Нидер-Кранихфельд перешло к графам Гляйхен.

## Герб
На гласном гербе изображен серебряный журавль красного цвета с серебряной подковой в клюве. На геральдическом шлеме с красным и серебряным намётами изображена коронованная фигура щита. \
Другой вариант герба представляет собой идущего золотого журавля в серебре. На геральдическом шлеме, покрытом красно-золотыми намётами, журавль с серебряными лентами наискось.
Герб Кранихфельда можно найти на гербе княжеств Рейсс с 1561 года.